# Пікан-Геп (Техас)
Пікан-Геп (англ. Pecan Gap) — місто (англ. city) в США, в округах Дельта і Фаннін штату Техас. Населення — 178 осіб (2020).

## Географія
Пікан-Геп розташований за координатами 33°26′20″ пн. ш. 95°51′11″ зх. д. / 33.43889° пн. ш. 95.85306° зх. д. (33.438960, -95.853057).  За даними Бюро перепису населення США в 2010 році місто мало площу 1,64 км², з яких 1,62 км² — суходіл та 0,02 км² — водойми.

### Клімат
| Клімат : Пікан-Геп      | Клімат : Пікан-Геп | Клімат : Пікан-Геп | Клімат : Пікан-Геп | Клімат : Пікан-Геп | Клімат : Пікан-Геп | Клімат : Пікан-Геп | Клімат : Пікан-Геп | Клімат : Пікан-Геп | Клімат : Пікан-Геп | Клімат : Пікан-Геп | Клімат : Пікан-Геп | Клімат : Пікан-Геп | Клімат : Пікан-Геп |
| Показник                | Січ.               | Лют.               | Бер.               | Квіт.              | Трав.              | Черв.              | Лип.               | Серп.              | Вер.               | Жовт.              | Лист.              | Груд.              | Рік                |
| Абсолютний максимум, °C | 27,8               | 33,3               | 36,7               | 37,2               | 40,0               | 42,2               | 44,4               | 46,1               | 42,8               | 39,4               | 31,1               | 30,0               | 46,1               |
| Середній максимум, °C   | 11,7               | 13,9               | 18,3               | 22,8               | 26,7               | 31,1               | 33,3               | 33,9               | 30,0               | 24,4               | 17,8               | 12,2               | 23,1               |
| Середній мінімум, °C    | −0,6               | 1,7                | 5,6                | 10,0               | 15,6               | 20,0               | 22,2               | 21,7               | 17,2               | 11,1               | 5,6                | 0,0                | 10,9               |
| Абсолютний мінімум, °C  | −20,6              | −20,6              | −12,8              | −5,6               | 0,0                | 8,9                | 11,1               | 11,1               | 1,1                | −7,2               | −13,3              | −20                | −20,6              |
| Норма опадів, мм        | 69                 | 84                 | 112                | 99                 | 142                | 135                | 81                 | 56                 | 86                 | 130                | 86                 | 91                 | 1171               |
| ----------------------- | ------------------ | ------------------ | ------------------ | ------------------ | ------------------ | ------------------ | ------------------ | ------------------ | ------------------ | ------------------ | ------------------ | ------------------ | ------------------ |
| Джерело:                |                    |                    |                    |                    |                    |                    |                    |                    |                    |                    |                    |                    |                    |

## Демографія
Згідно з переписом 2010 року, у місті мешкали 203 особи в 92 домогосподарствах у складі 63 родин. Густота населення становила 124 особи/км².  Було 119 помешкань (72/км²).
Расовий склад населення:
| - 93,1 % — білих - 2,5 % — чорних або афроамериканців - 2,0 % — осіб інших рас |

До двох чи більше рас належало 2,5 %. Частка іспаномовних становила 3,9 % від усіх жителів.
За віковим діапазоном населення розподілялося таким чином: 12,3 % — особи молодші 18 років, 57,2 % — особи у віці 18—64 років, 30,5 % — особи у віці 65 років та старші. Медіана віку мешканця становила 51,4 року. На 100 осіб жіночої статі у місті припадало 107,1 чоловіків;  на 100 жінок у віці від 18 років та старших — 102,3 чоловіків також старших 18 років.
Середній дохід на одне домашнє господарство  становив 52 992 долари США (медіана — 40 625), а середній дохід на одну сім'ю — 63 231 долар (медіана — 52 500). За межею бідності перебувало 7,4 % осіб, у тому числі 0,0 % дітей у віці до 18 років та 0,0 % осіб у віці 65 років та старших.
Цивільне працевлаштоване населення становило 100 осіб. Основні галузі зайнятості: освіта, охорона здоров'я та соціальна допомога — 36,0 %, роздрібна торгівля — 20,0 %, будівництво — 12,0 %, виробництво — 10,0 %.